# Бальдегское озеро
Ба́льдегское озеро или Ба́льдеггер-Зе (нем. Baldeggersee, Baldegger See, фр. Lac de Baldegg, итал. Lago di Baldegg) — проточное озеро ледникоко-тектонического происхождения в швейцарском кантоне Люцерн. Располагается на территории округа Хохдорф в северо-восточной части кантона.
Озеро находится в 14,5 км севернее Люцерна, на высоте 463 м над уровнем моря в южной части долины Зеталь между хребтов Линденберг и Эрлозен Швейцарского плоскогорья. Вытянуто в субмеридиональном направлении на 4,2 км, шириной до 1,3 км. Площадь водной поверхности — 5,2 км² (по другим данным — 5,3 км²). Объём — 0,173 км³ (по другим данным — 0,178 км³). Протяжённость береговой линии — 12,938 км. Средняя глубина — 33 м, наибольшая — 66 м, достигается в центральной части озера. Площадь водосборного бассейна — 69 км². Сток идёт на север по реке Абах в соседнее Хальвильское озеро.
Численность ихтиофауны в озере начала сокращаться ещё в XIX веке; в первой половине XX века из озера почти полностью исчезли ранее преобладавшие лососёвые.
С 1982 года в озере применяется принудительная аэрация и смешивание водных масс, для сдерживания эвтрофикации, усиливающейся с 1950-х годов из-за интенсивного животноводства.